# ユセフ・エル＝アラビ
ユセフ・エル＝アラビ（Youssef El-Arabi アラビア語: يوسف العربي、1987年2月3日 - ）は、フランス共和国カルヴァドス県カーン出身のサッカー選手。FCナント所属。ポジションはフォワード。

## 経歴
2007年からSMカーンのユースチームに所属し、2008年にトップチームに昇格した。2009-10シーズンには11ゴールを挙げ、チームのリーグ・ドゥ優勝に貢献した。2011年にサウジアラビアのアル・ヒラルに移籍。21試合に出場し12ゴールを挙げた。
2012年7月、グラナダCFに5年契約で移籍。加入1年目の2012-13シーズンに8得点を記録して以降、常に残留争いに巻き込まれるクラブの中で多くのゴールを生み出し、2015-16シーズンには16得点を記録し残留に貢献した。
2016年7月18日、カタールのレフウィヤSCへ移籍。
2019年7月6日、オリンピアコスFCへ移籍。
2024年7月1日、APOELニコシアに移籍。
2025年7月18日、FCナントに移籍。

## 代表歴
2010年9月5日、中央アフリカ代表戦で65分にムニル・エル・ハムダウィとの交代で出場し初キャップを記録。2011年8月10日に行われたセネガルとの親善試合で代表初得点を挙げた。

## タイトル

### クラブ
SMカーン
- リーグ・ドゥ ： 2010

アル・ヒラル
- クラウンプリンスカップ : 2011-12

アル・ドゥハイル
- カタール・スターズリーグ : 2016-17, 2017-18
- アミールカップ : 2018, 2019
- カタール・カップ : 2018
- シェイク・ジャシムカップ : 2016

オリンピアコスFC
- スーパーリーグ ： 2019-20, 2020-21, 2021-22
- キペロ・エラーダス : 2019-20
- UEFAカンファレンスリーグ : 2023-24

### 個人
- カタール・スターズリーグ得点王　2回（2016-17、2017-18）[9]